# Blinky (film)
Pour les articles homonymes, voir Blinky.
Pour plus de détails, voir Fiche technique et Distribution.
Blinky est un western américain réalisé par Edward Sedgwick et sorti en 1923.

## Synopsis
Geoffrey Arbuthnot “Blinky” Islip, un ancien Boy Scout, rejoint une unité de cavalerie stationnée à la frontière avec le Mexique dirigée par son père, le Colonel "Raw Meat" Islip, qui espère en faire un homme. Bien qu'il soit humilié par les autres cavaliers, Blinky se rachète en sauvant la fille du major Kileen.

## Fiche technique
- Réalisation : Edward Sedgwick
- Scénario : Edward Sedgwick
- Genre : western
- Distributeur : Universal Pictures
- Durée : 60 minutes[2]
- Date de sortie : 17 août 1923

## Distribution

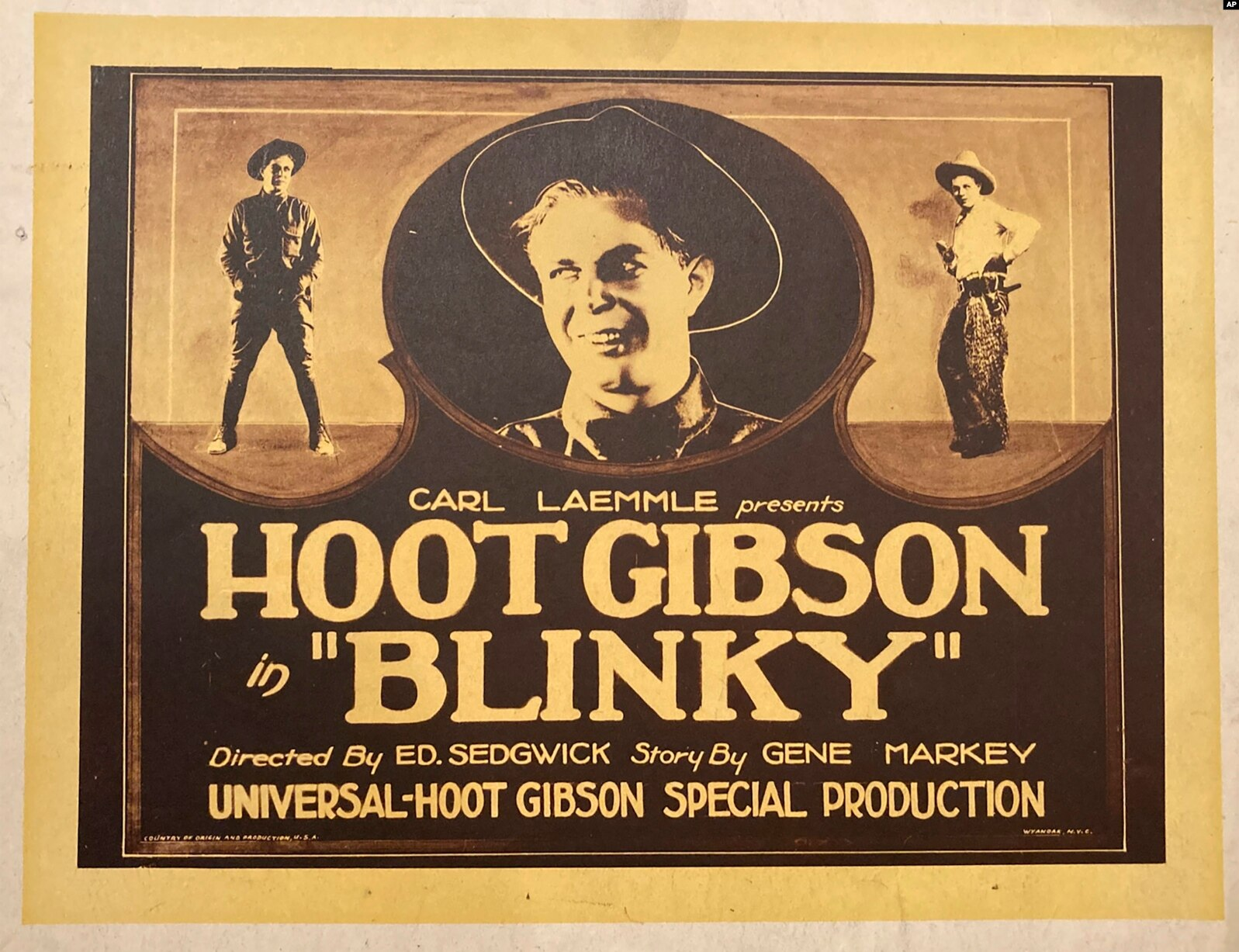
Carte promotionnelle du film

- Hoot Gibson : Geoffrey Arbuthnot Islip (Blinky)
- Esther Ralston : Mary Lou Kileen
- Mathilde Brundage : Mrs. Islip
- DeWitt Jennings : Colonel "Raw Meat" Islip
- Elinor Field : Priscilla Islip
- D.R.O. Hatswell : Bertrand Van Dusen
- Charles K. French : Major Kileen
- John Judd : Husk Barton
- W. E. Lawrence : Lieutenant Rawkins

## Production
Le film a été tourné dans les studios Universal et à Imperial Beach en Californie. Une centaine de cavaliers du Camp Hearn situé à proximité sont utilisés en tant que figurants.